# En el fin del mundo
En el fin del mundo es el primer álbum en vivo de la banda española de Flamenco Chill, Chambao. El mismo fue grabado en vivo desde el Glaciar Perito Moreno, Argentina.

## Producción
El 3 de octubre de 2009, la banda viajó hasta la Patagonia argentina. El álbum fue grabado en su totalidad desde el glaciar del Perito Moreno mientras la banda ofrecía un concierto, sin público, debido a las estrictas normas establecidas para la conservación del glaciar, declarado Patrimonio Natural de la Humanidad por la Unesco en 1981. La banda grabó en acústico en una grieta gigante de la formación glaciar y se hospedó en la vecina ciudad de Calafate durante los días de rodaje y grabación.

### Formato
Finalizada la producción, el trabajo musical fue ofrecido en dos formatos:
- CD y DVD (edición estándar)
- Libro, CD y DVD (edición especial): aparte del trabajo musical, este formato también presenta un documental con material inédito sobre cómo fue la grabación en el glaciar y del viaje hasta él, con tomas panorámicas de la locación. El documental está estructurado por la entrevista realizada por periodista y escritor, Bruno Galindo.[2]

## Contenido
El tema principal de la obra gira alrededor del cambio climático, la contaminación y el deterioro del entorno, al mismo tiempo que reflexiona sobre la fragilidad del medio ambiente y la responsabilidad de cuidar y proteger los espacios naturales en peligro. Esto se ve reflejado en la elección del glaciar para rodar y grabar el álbum, locación que se ve seriamente afectada con el cambio climático y principalmente por el agrandamiento del agujero de la capa de ozono. 

### Letras
En el fin del mundo recorre los grandes éxitos de Chambao a lo largo de su carrera, e incluye el téma inédito, «Cómeme», cuya composición estuvo a cargo de la cantante de la banda, La Mari junto con el exlíder de Los Aslándticos, Mario Díaz.
A pesar de no ser un álbum que se declare ecologista, las letras de varias de las canciones mencionan la relación existente entre el ser humano y su entorno, y llaman a la sensibilización con respecto a temas medioambientales. Además, la fotografía y el paisaje complementan la dirección ambientalista de este álbum.

## Listado de canciones
| N.º   | Título                   | Escritor(es) | Duración |  |
| 1.    | «Detalles»               | María del Mar Rodríguez Carnero | 5:00     |  |
| 2.    | «Camino interior»        | María del Mar Rodríguez Carnero, Eduardo Casañ | 5:46     |  |
| 3.    | «Lo bueno y lo malo»     | Ray Heredia | 4:07     |  |
| 4.    | «Duende del sur»         | Jacques Joseph, Maurice Victor Baliardo, Rubén Blades, Jahloul "Chico" Bouchikhi, María del Mar Rodríguez Carnero, Andrez Reyes, Nicolás Reyes, Peña Tudela | 4:10     |  |
| 5.    | «Caprichos de colores»   | María del Mar Rodríguez Carnero | 4:46     |  |
| 6.    | «El canto de la ballena» | Roberto Cantero, Toni Cantero Esteban, Coki Giménez, Toni Romero                                                                                            | 4:45     |  |
| 7.    | «Despierta»              | María del Mar Rodríguez Carnero | 4:06     |  |
| 8.    | «Papeles mojados»        | María del Mar Rodríguez Carnero | 4:39     |  |
| 9.    | «Pokito a poko»          | María del Mar Rodríguez Carnero, Eduardo Casañ | 3:31     |  |
| 10.   | «Cómeme»                 | María del Mar Rodríguez Carnero, Mario Díaz Hurtado (exlíder de Los Aslándticos)                                                                            | 5:47     |  |
| 11.   | «Ahí estás tú»           | María del Mar Rodríguez Carnero, Eduardo Casañ, Daniel Casañ                                                                                                | 4:28     |  |
| 51:05 |                          | |          |  |

## Créditos y personal

### Músicos
- María del Mar Rodríguez Carnero (voz)
- Oliver Sierra (guitarra flamenca, bajo y tres cubano)
- Juan Heredia (percusión y batería)
- Alejandro Acosta (guitarra, DJ y coros)
- Nita (coros)
- Tony Cantero (guitarra y coros)
- Toni Romero (teclados y coros)
- Roberto Cantero (saxos, flauta y coros)

### Técnico
- Juan Manuel Jiménez (dirección de video)